# Voetbalkampioenschap van Mulde 1927/28
In 1927/28 werd het vijfde voetbalkampioenschap van Mulde gespeeld, dat georganiseerd werd door de Midden-Duitse voetbalbond. 
VfL Bitterfeld werd kampioen en plaatste zich voor de Midden-Duitse eindronde. De club verloor meteen van SC Apolda. 

## Gauliga
| Plaats | Club                        | Wed. | W  | G | V  | Saldo | Ptn.  |
| ------ | --------------------------- | ---- | -- | - | -- | ----- | ----- |
| 1.     | VfL 1911 Bitterfeld         | 18   | 16 | 1 | 1  | 88:11 | 33:3  |
| 2.     | VfB Preußen Greppin 1911    | 18   | 13 | 2 | 3  | 65:24 | 28:8  |
| 3.     | Holzweißiger SV             | 18   | 11 | 3 | 4  | 55:36 | 25:11 |
| 4.     | VfL 1915 Wolfen             | 18   | 8  | 4 | 6  | 39:40 | 20:16 |
| 5.     | BC Union 1911 Sandersdorf   | 18   | 7  | 5 | 6  | 38:41 | 19:17 |
| 6.     | VfR Piesteritz              | 18   | 8  | 2 | 8  | 44:42 | 18:18 |
| 7.     | VfB Zscherndorf             | 18   | 6  | 0 | 12 | 33:53 | 12:24 |
| 8.     | SpVgg 1907 Wittenberg       | 18   | 5  | 0 | 13 | 27:54 | 10:26 |
| 9.     | TV Friesen 1908 Bitterfeld  | 18   | 4  | 1 | 13 | 30:78 | 9:27  |
| 10.    | FC Viktoria 1907 Wittenberg | 18   | 2  | 2 | 14 | 25:65 | 6:30  |

|  | Kampioen, geplaatst voor Midden-Duitse eindronde |
|  | Degradatie                                       |